# 蔡寧根

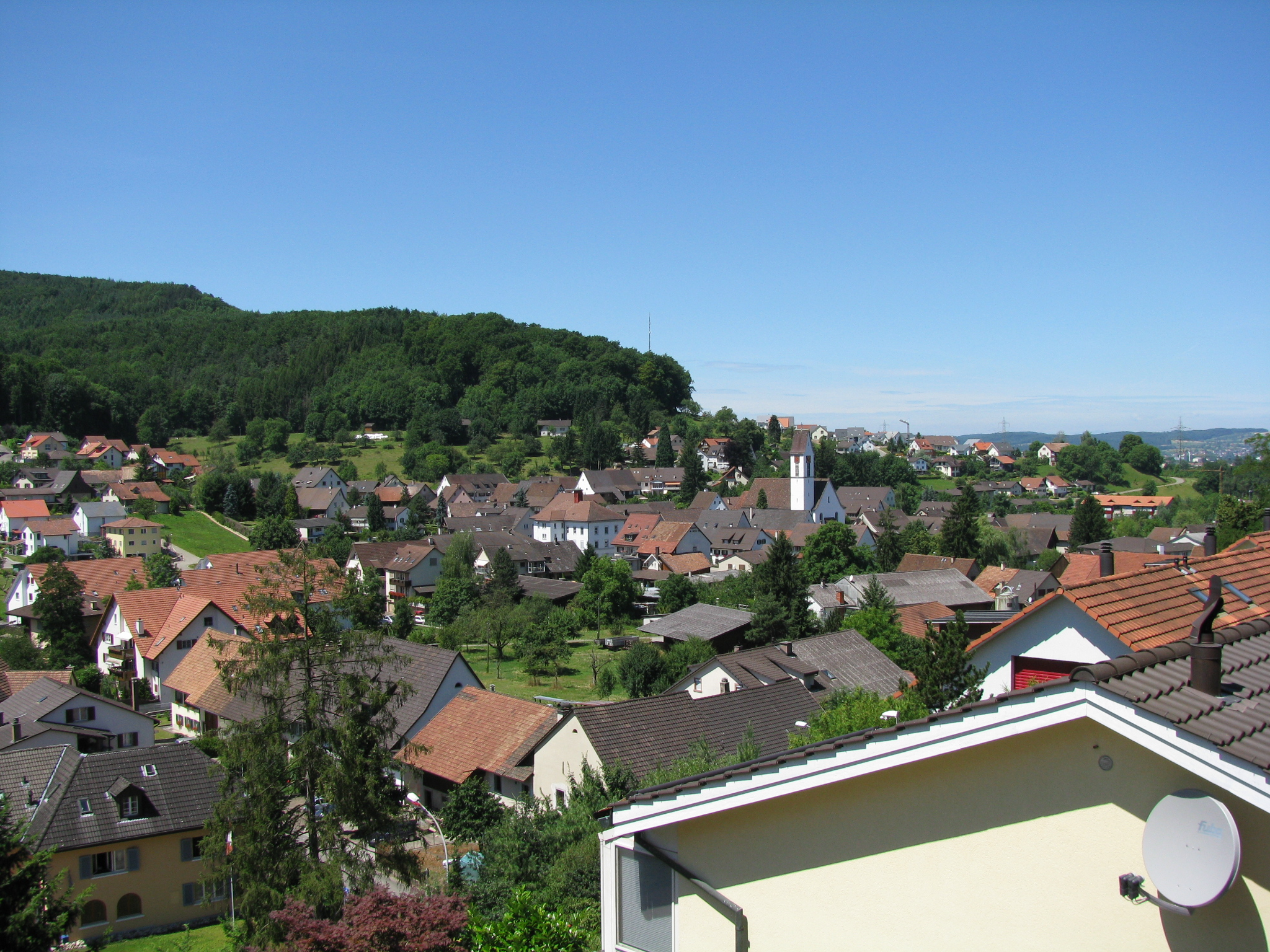

蔡寧根是瑞士的城鎮，位於該國北部，由阿爾高州負責管轄，面積11.37平方公里，海拔高度342米，2012年人口2,197，五成半人口信奉羅馬天主教，人口密度每平方公里193人。